# Тапіранга червоногуза
Тапіра́нга червоногуза (Ramphocelus passerinii) — вид горобцеподібних птахів родини саякових (Thraupidae). Мешкає в Мексиці і Центральній Америці. Вид названий на честь ітаійського натураліста і колекціонера Карло Пассеріні.

## Опис
Довжина птаха становить 16 см, вага 31 г. Самці мають переважно чорне забарвлення, за винятком червоного надхвістя. Райдужки темно-червоні, дзьоб сріблястий, лапи чорні. У самиць голова сіра, верхня частина тіла оливкова, надхвістя світліше і блідіше, крила і хвіст буруваті, нижня частина тіла охриста. У молодих птахів нижня частина тіла і надхвістя мають оранжевий відтінок.

## Підвиди
Виділяють два підвиди:
- R. p. passerinii Bonaparte, 1831 — від південної Мексики (південно-східний Веракрус, північно-східна Оахака) до західної Панами (Нґобе-Буґле);
- R. p. costaricensis Cherrie, 1891 — тихоокенські схили на півдні Коста-Рики (Пунтаренас) і заході Панами.

Деякі дослідники виділяють підвид R. p. costaricensis у окремий вид тапірангу коста-риканську (Ramphocelus costaricensis).

## Поширення і екологія
Червоногузі тапіранги мешкають в Мексиці, Гватемалі, Белізі, Гондурасі, Нікарагуа, Коста-Риці і Панамі. Вони живуть на узліссях вологих рівнинних і гірських тропічних лісів, на порослих чагарниками галявинах, у вторинних заростях, на плантаціях і в садах. Зустрічаються парами або невеликими зграйками, представники підвиду R. p. passerinii на висоті до 1000 м над рівнем моря, представники підвиду R. p. costaricensis на висоті до 1700 м над рівнем моря. Іноді приєднуються до змішаних зграй птахів. Живляться дрібними плодами, яких ковтають цілком, а також комахами, павуками та іншими безхребетними. Гніздо чашоподібне, розміщується на дереві, на висоті до 6 м над землею. В кладці 2 блідо-блакитнуватих або сірих яйця, поцяткованих чорнуватими, бурими або фіолетовими плямками. За сезон може вилупитися 2 виводки.